# IOS
iOS (antes chamado de iPhone OS) é um sistema operacional móvel da Apple Inc. desenvolvido para a linha de smartphones iPhone. Foi revelado em janeiro de 2007, junto com o iPhone (1ª geração), e lançado em junho de 2007. As versões principais do iOS são lançadas anualmente.
Além do iPhone, o iOS se tornou base para outros três sistemas operacionais desenvolvidos pela Apple: iPadOS, tvOS e watchOS. Originalmente, o iOS foi desenvolvido para iPad até a introdução do iPadOS em 2019 e a linha de produtos iPod Touch até a sua descontinuação em 2022. A Apple não permite que o iOS seja executado em hardware de terceiros.
A interface do usuário do iOS é baseada no conceito de manipulação direta, utilizando gestos em multitoque. A interação com o sistema operacional inclui gestos como apenas tocar na tela, deslizar o dedo, e o movimento de "pinça" utilizado para se ampliar ou reduzir a imagem. Acelerômetros internos são usados por alguns aplicativos para responder à agitação do aparelho (resultando comumente no comando desfazer) ou rotação do mesmo (resultando comumente na mudança do modo retrato para modo paisagem). O iOS consiste em quatro camadas de abstração: a camada Core OS, a camada Core Services, a camada mídia, e a camada Cocoa Touch.

## História
O sistema operacional foi apresentado com o iPhone na Macworld Conference & Expo em 9 de janeiro de 2007, e lançado no mês de junho. Inicialmente, as aplicações de terceiros não eram permitidas. Steve Jobs argumentou que os desenvolvedores poderiam criar aplicativos na web que "se comportam como aplicações nativas no iPhone". Em 17 de outubro de 2007, a Apple anunciou que a SDK nativa estava em desenvolvimento e que eles esperassem para colocá-la nas "mãos dos desenvolvedores".
Em 6 de março de 2008, a Apple lançou o primeiro beta, juntamente com um novo nome para o sistema operacional: o "iPhone OS". A rápida venda de dispositivos móveis da Apple acendeu interesse no SDK. A Apple também vendeu mais de um milhão de iPhones durante uma temporada de feriados de 2007. Em 27 de janeiro de 2010, a Apple anunciou o iPad, com uma tela bem maior do que o iPhone e iPod touch, e projetado para navegar na web, consumo de mídia, e da leitura de iBooks. O nome "iOS" foi usado pela Cisco Systems. Para evitar qualquer ação judicial em potencial, a Apple licenciou o "iOS" uma marca registrada da Cisco.

### Atualizações
A Apple oferece diversas pequenas atualizações para o iOS de três em três meses, além das sub-atualizações para correções de segurança. Além disso, uma vez por ano há uma grande atualização do sistema, com novidades significativas. Estas grandes atualizações costumam acontecer na metade do segundo semestre (entre setembro e outubro).

## Funcionalidades

### Tela Inicial
A tela inicial (conhecida também como "SpringBoard") mostra ícones de aplicações e um dock na parte inferior da tela onde os usuários podem fixar seus aplicativos mais utilizados. A tela inicial é exibida sempre que o usuário desbloqueia o dispositivo ou pressiona o botão "Home" enquanto em outro aplicativo. A tela possui uma barra de status na parte superior para exibir dados, tais como horário, nível de bateria e força do sinal de rede e Wi-Fi.
Desde o iPhone OS 3, uma função de pesquisa está disponível na página à esquerda da página da tela inicial que permite aos usuários pesquisar mídia (músicas, vídeos, podcasts, etc), aplicações e-mails, contatos, mensagens, lembretes, eventos de calendário e arquivos similares existentes no aparelho. A partir do iOS 7, esse recurso pode ser acessado ao puxar para baixo qualquer lugar na tela inicial.
A partir do iOS 4, o usuário pôde definir a imagem do fundo da tela inicial. Esta funcionalidade só esteve disponível a partir do iPhone 3GS, iPod Touch de 3ª geração e iPad.
A partir do iOS 14, o usuário pôde adicionar widgets na tela inicial e organizar os apps instalados na biblioteca de aplicativos.

#### Pastas
Com iOS 4, foi introduzido um sistema de pastas. Qualquer aplicativo pode ser arrastado para cima de outro para criar uma pasta (com exceção da Banca, a partir do iOS 5, que age como uma pasta) e, a partir daí, mais aplicativos podem ser adicionados à pasta usando o mesmo procedimento. Um título para a pasta é automaticamente adicionado a partir da categoria de aplicações inseridas, porém o nome pode ser editado pelo usuário. Pastas não podem ser colocadas dentro de outras pastas.

#### Central de Notificações
A partir do iOS 5, as notificações aparecem na Central de Notificações que podem ser acessadas puxando para baixo a partir do canto superior da tela. As notificações podem ser entregues em pequenos banners que aparecem acima da barra de status. O usuário pode visualizar o conteúdo com um toque na notificação.
Quando um aplicativo envia uma notificação enquanto fechado, um emblema vermelho aparecerá no canto do seu ícone. Este emblema informa ao usuário quantas notificações o aplicativo enviou. Abrindo-se o aplicativo, o emblema é limpo.

#### Central de Controle
Com o iOS 7 foi introduzido uma Central de Controle que pode ser acessada puxando para cima a partir do canto inferior da tela. Nela existem opções para ativar/desativar o modo avião, Wi-Fi, bluetooth, modo "não perturbe" e bloqueio de tela, além de opções de brilho, controles de música e audio, AirDrop, AirPlay e atalhos para lanterna, relógio, calculadora e câmera.

#### Widgets, Biblioteca de Aplicativos e Picture in Picture (PiP)
A partir do iOS 14, o sistema mudou bastante, a começar pela experiência, já que agora podemos colocar widgets na Tela de Início e temos uma Biblioteca de Apps que facilita a organização, caso você tenha uma infinidade de aplicativos instalados.
A interface também está mais refinada, com chamadas compactas (que não ocupam mais a tela inteira), um novo visual para a Siri (também deixando a tela desobstruída), vídeos em Picture-in-Picture (PiP) e mais.

#### Tela bloqueada com mais informações
No iOS 16 a Apple passou a permitir uma maior configuração da tela bloqueada, sendo possível colocar pequenos widgets de informação inspirados nas Complicações do Apple Watch. O usuário poderá mudar a fonte usada no horário da tela e a imagem de fundo poderá ter um recorte que deixa um pedaço do horário coberto. O processo para alterar entre várias telas também é bastante similar ao visto na mudança de mostradores do Apple Watch.

### Aplicativos inclusos
O sistema possui aplicativos nativos, que são instalados juntamente com o sistema e não podiam ser desinstalados até a chegada do iOS 10 em 2016 que passou a permitir a exclusão. Os apps nativos podem ser reinstalados indo até o aplicativo da App Store.
| - Ajustes - Settings - App Store - Apple Watch - Apple TV App - Apple TV App (a partir do iOS 11.3 no Brasil) - Buscar Meu "Dispositivo" (nativo a partir do iOS 9) - Banca - Newsstand (iOS 8.4.1 e versões anteriores) - Buscar Amigos (nativo a partir do iOS 9) - Bolsa - Stocks (iPhone e iPod Touch) - Bússola - Compass (iPhone) - Calculadora - Calculator - Carteira - Wallet (iPhone e iPod Touch) - Calendário - Calendar - Câmera - Camera - Contatos - Contacts - Dicas - Tips - FaceTime - Fotos - Photos - Game Center | - Gravador - Voice Memos (iPhone e iPod Touch) - iBooks - iTunes Store - Lembretes - Reminders - Mensagens - Messages (iMessage) - Mapas - Maps - Músicas - Music - Notas - Notes - Notícias - News(novo App do iOS 9) - Passbooks - “Passbooks” (iOS 9.3.5 e versões anteriores) - Podcasts - Podcasts - Saúde - Health (iPhone) - Tempo - Weather (iPhone e iPod Touch) - Vídeos - Videos (iOS 11.2.6 e versões anteriores no Brasil) |

### Siri
Siri é um assistente pessoal inteligente que funciona como um aplicativo nos dispositivos suportados. O serviço, dirigido por comandos de voz do usuário, pode fazer uma variedade de diferentes tarefas, como ligações ou envio de mensagens de texto para alguém, abrir um aplicativo, pesquisar na web, encontrar locais ou direções, e responder à questões de conhecimentos gerais. Siri foi atualizado no iOS 7 com uma nova interface, respostas mais rápidas, suporte para o Wikipedia, Twitter e Bing, além de uma alteração na voz para parecer mais humano. Siri está disponível apenas na iPhone 4S ou posterior, a quinta geração do iPod Touch, o iPad Mini e o iPad (3ª geração) e posteriores.

### Game Center
Game Center é uma "rede social de jogos", lançado pela Apple, e foi anunciado durante um evento do iOS 4 em 8 de abril de 2010. Foi lançado em 8 de setembro de 2010, com iOS 4.1 no iPhone 4, iPhone 3GS e iPod touch de 2 ª geração e posteriores. O Game Center só foi suportado no iPad com o iOS 4.2.1.

## Versões do sistema

### iPhone OS 1
A primeira versão do sistema de multitoque para dispositivos móveis, foi apresentado inicialmente como uma versão móvel do OS X, porém recebeu o nome de iPhone OS no dia 3 de março de 2008, com o lançamento do kit de desenvolvimento do iPhone, ou iPhone SDK.

### iPhone OS 2
Lançada juntamente com o iPhone 3G, a grande melhoria desta versão foi a inclusão pela primeira vez da App Store, tornando a instalação de aplicativos criados por terceiros disponíveis a serem instalados no iPhone e iPod touch.

### iPhone OS 3
A versão foi lançada em 17 de junho de 2009 juntamente com o iPhone 3GS, e trouxe como destaques a função copiar e colar, e MMS.

### iOS 4
Lançado no dia 21 de junho de 2010, foi o primeiro lançamento do sistema chamado simplesmente de "iOS". A grande novidade desta versão foi a inclusão da função multitarefa no sistema.

### iOS 5
Uma prévia do sistema iOS 5  foi apresentada no dia 6 de junho de 2011, durante o evento da WWDC 2011. No mesmo evento foi lançado uma prévia também do novo sistema operacional para computadores Apple, o Mac OS X Lion, e anunciado um serviço baseado na nuvem, chamado iCloud.
Nesta versão foi apresentado pela primeira vez a central de notificações, possibilidade de editar fotos e integração com o novo serviço, o iCloud, além de integração com o Twitter e acesso rápido a câmera pela tela de bloqueio.

### iOS 6

Tela inicial do iOS 6

Esta versão trouxe aproximadamente 100 novos recursos, dentre eles, os mais relevantes, a função Não Perturbe (faz com que não receba notificações por um período determinado pelo usuário), o novo aplicativo Mapas e acesso guiado para GPS, Passbook, mudança no layout da App Store e compatibilidade da rede 3G com o Facetime. A última versão foi a versão 6.1.6 onde foi corrigido um problema do Safari no iPod Touch 3,4 e iPhone 3GS que foi liberado junto com o iOS 7.0.6. A versão 6.1.4 somente para o iPhone 5, que atualizou o perfil de áudio para viva-voz. A sexta versão do iOS é compatível com iPhone 3GS, iPhone 4 e 4s, iPhone 5, iPod Touch de quarta e quinta geração, iPad 2, iPad 3ª geração e iPad Retina e iPad mini.

### iOS 7
Esta versão ficou disponível ao público em 18 de setembro de 2013 e foi apresentada ao público no WWDC 2013, evento anual da Apple que ocorreu dia 10 de junho de 2013. O sistema é compatível com iPhone 4 e posteriores, iPad 2, Retina, Air e iPod touch de 5ª geração.
O iOS 7 apresentou a maior mudança de interface gráfica entre uma versão atual e a anterior desde sua primeira versão. Além das mudanças visuais, o sistema também adquiriu uma nova ferramenta de acesso rápido aos aplicativos mais utilizados, como calculadora, lanterna (luzes do flash), temporizador, câmera, AirDrop, além de poder ativar e desativar algumas funções do sistema, como desativar a rede Wi-Fi e ajustar o brilho. Todos os ícones de aplicativos nativos ganharam novo design e layouts internos. Siri (assistente de voz da Apple), agora possui também a opção de voz masculina para a voz inglesa.
A última versão menor do iOS 7 lançada foi a 7.1, no dia 10 de março de 2014, apresentando mudanças estéticas no sistema, como reparos de segurança e algumas mudanças no design.

### iOS 8
Sua oitava versão, conhecida como iOS 8, foi disponibilizada ao público no dia 17 de setembro de 2014 e estava disponível através do iTunes ou OTA (over the air, em português, "atualização pelo ar", método de atualização pelo próprio aparelho via Wi-Fi). Essa versão do sistema operacional foi apresentada ao público no WWDC 2014, evento anual da Apple que ocorreu dia 2 de junho de 2014.
As principais novidades do iOS 8 começam pelo aplicativo Mensagens, que ganhou diversas melhorias como envio de áudio, localização, criação e gerenciamento de grupos. Outro aplicativo fortemente aprimorado foi o Fotos, que trouxe mais ferramentas para edição e manuseio de fotografias. O aplicativo Saúde, é um aplicativo inteiramente novo da versão. Nele diversas informações médicas, níveis biológicos e de saúde do usuário são unidos e organizados, possibilitando um monitoramento constante. A versão menor 8.3 foi lançada no dia 13 de abril de 2015, apresentando compatibilidade com o Apple Watch, melhorias para o aplicativo Saúde (Health), maior estabilidade e correções de erros, além da assistente virtual Siri em diversas línguas, incluindo o Português do Brasil.

### iOS 9
Esta versão foi lançada em 16 de setembro de 2015 ao público. O sistema é compatível com iPhones (4s ou superior), iPads (2 ou superior) e iPods touch 5 ou superior.
De acordo com a Apple esta versão torna o fundamento do iOS ainda mais forte. Alguns dos refinamentos incluem a otimização da bateria, que fornece ao usuário típico até uma hora adicional de vida útil, e um modo de baixo consumo de energia para estender a vida da bateria.
Outra novidade é que as atualizações de software requerem menos espaço e que o recurso de instalação pode executar atualizações quando o dispositivo não estiver em uso e recursos avançados de segurança vão manter os dispositivos da Apple ID mais seguros.

### iOS 10
iOS 10 é a décima versão do sistema operacional móvel iOS, desenvolvido pela Apple Inc. É o sucessor do iOS 9. O sistema foi anunciado na Worldwide Developers Conference 2016 (WWDC) da empresa, em 13 de junho de 2016. O iOS 10 foi lançado no dia 13 de setembro de 2016, às 14:00.
O iOS 10 introduz diversas melhorias no sistema, incluindo a expansão do uso do 3D Touch, tela de bloqueio remodelada e suporte para widgets. O aplicativo Mensagens recebeu atualizações para a comunicação de diversas maneiras. Apple Maps foi redesenhado com novas extensões que o permite interagir com outros aplicativos. Siri poderá ser integrada a aplicativos de terceiros para realizar tarefas específicas, como mandar mensagens e efetuar pagamentos.

### iOS 11
iOS 11 é a décima primeira versão do sistema operativo iOS desenvolvido pela Apple, como o sucessor do iOS 10. Anunciado durante a Apple Worldwide Developers Conference em 5 de junho de 2017. A primeira versão beta foi lançada para os desenvolvedores logo após a apresentação e com o seu provável lançamento para testes em fase pública no final de junho de 2017 e uma versão para o consumidor final no final de 2017.
Com a introdução do iOS 11, mudanças significativas são esperadas para o sistema operativo. A tela de descanso e a tela de notificações foram combinadas, permitindo todas as notificações serem mostradas com o deslizar de dedos e deslizando para cima para fechar a mesma. As diferentes abas da central de controle foram também combinadas para uma única experiência do usuário e permitindo ações com a utilização do Force touch nos ícones para mostrar mais opções além de também permitir a customização dos ícones aparentes. Outro recurso que também recebeu uma repaginação total desde a sua última atualização foi a App Store (iOS) onde começará a mostrar informações ainda mais relevantes sobre os aplicativos, incluindo uma nova página inicial com detalhes e noticias dos aplicativos, assim permitindo um foco também editorial e de destaques do dia.
O iPad também ganhou recursos novos e alguns exclusivos como a possibilidade de utilização do Drag-and-drop (clicar e arrastar), multi-tarefas e além disso, permitir a adição de várias telas lado-a-lado.
A Siri (software) também está passando por uma repaginação com machine learning onde ela aprenderá os seus costumes de maneira mais fluente e saberá continuar com conversas aproveitando inclusive os gostos e últimas pesquisas do usuário em outros aplicativos para ter uma conversa mais pessoal.
O iOS 11 deixará de suportar aparelhos com arquitetura de 32 bits: iPhone 5, iPhone 5C e a quarta geração do iPad. É a primeira versão do iOS a suportar exclusivamente dispositivos com processadores de 64 bits.

### iOS 12
iOS 12 é o décimo segundo maior lançamento do sistema operacional móvel iOS, desenvolvido pela Apple Inc., sendo o sucessor do iOS 11. Foi anunciado na Conferência Mundial de Desenvolvedores da empresa em 4 de junho de 2018. A estética é semelhante ao do iOS 11, mas contém vários recursos, melhorias na duração de bateria e atualizações de segurança, além de funcionalidades adicionais dentro de alguns aplicativos. Foi lançado ao público em 17 de setembro de 2018.

### iOS 13
O iOS 13 é a décima terceira versão principal do sistema operacional móvel iOS, desenvolvido pela Apple. O sucessor do iOS 12 foi anunciado na Apple Worldwide Developers Conference em 3 de junho de 2019 e lançado em 19 de setembro de 2019.
O iOS 13 e o iPadOS 13 foram introduzidos pelo diretor de engenharia de software Craig Federighi e a primeira versão beta foi disponibilizada aos produtores de software registados após a apresentação. A segunda versão beta foi lançado para desenvolvedores registados em 18 de junho de 2019 e o primeiro beta público foi lançado em 24 de junho de 2019.

### iOS 14
O iOS 14 é a décima quarta versão principal do sistema operacional móvel iOS desenvolvido pela Apple Inc. para suas linhas iPhone, iPod Touch e HomePod. Foi anunciado na Worldwide Developers Conference da empresa em 22 de junho de 2020 como sucessor do iOS 13. Foi lançado oficialmente ao público no dia 16 de setembro de 2020.

### iOS 15
O iOS 15 é a décima quinta e atual versão principal do sistema operacional móvel iOS desenvolvido pela Apple para suas linhas de produtos iPhone e iPod Touch. Foi anunciado na Worldwide Developers Conference da empresa em 7 de junho de 2021, como o sucessor do iOS 14, e lançado ao público em 20 de setembro de 2021.

### iOS 16
O iOS 16 é a décima sexta versão do sistema operacional móvel iOS desenvolvido pela Apple para sua linha de produtos iPhone. Foi anunciado na Worldwide Developers Conference da empresa em 6 de junho de 2022, como o sucessor do iOS 15.
A versão pública do iOS 16 foi lançada em 12 de setembro de 2022, enquanto a versão beta pública foi lançada em agosto de 2022.

### iOS 17
O iOS 17 é a décima sétima versão do sistema operacional móvel iOS. Foi anunciado na WWDC em 5 de junho de 2023, é o sucessor do iOS 16.

### iOS 18
iOS 18 é o décimo oitavo grande lançamento do sistema operacional iOS da Apple para iPhone. Foi revelado na 2024 Worldwide Developers Conference (WWDC). É o sucessor direto do iOS 17 e foi anunciado junto com watchOS 11, iPadOS 18 e macOS Sequoia. Tal como acontece com todas as versões desde o iOS 4, as atualizações estão disponíveis sem custo adicional para os usuários.
Entre as principais novidades, destaca-se a Apple Intelligence, a nova Inteligência Artificial da Apple.